# 小叶山毛柳
小叶山毛柳（学名：Salix pseudopermollis）为杨柳科柳属的植物，是中国的特有植物。分布在中国大陆的陕西等地，生长于海拔540米的地区，常生长在路旁，目前尚未由人工引种栽培。